# 砂棲大鼻鰨
砂棲大鼻鰨為輻鰭魚綱鰈形目鰨亞目鰨科的其中一種，為亞熱帶海水魚，分布於東大西洋直布羅陀至塞內加爾、地中海海域，棲息深度10-30公尺，體長可達35公分，棲息在底層水域，生活習性不明，可作為食用魚及養殖魚類。